# حوار حول النظامين الرئيسيين للكون
حوار حول النظامين الرئيسيين للكون حوار بشأن النظامين الرئيسيين العالمييين (بالإيطالية: Dialogo sopra i due massimi sistemi del mondo)‏ كان كتاب باللغة الإيطالية صدر 1632 بقلم غاليليو غاليلي يقارن نظام كوبرنيكس مع النظام البطلمي التقليدي. وقد ترجم إلى اللاتينية باسم Systema cosmicum  أو النظام الكوني عام 1635 بواسطة ماتياس بيرينغر. تم إهداء الكتاب لراعي غاليليو، فرديناندو الثاني دي ميديشي، دوق توسكانا، الذي حصل على أول نسخة مطبوعة في 22 فبراير 1632.
في نظام كوبرنيكس فإن الأرض والكواكب الأخرى تدور حول الشمس، بينما في النظام البطلمي، كل شيء في الكون يدور حول الأرض. تم نشر الحوار في فلورنسا بموجب ترخيص رسمي من محاكم التفتيش. وفي عام 1633، تم الحكم على غاليليو بأنه «مشتبه به بالهرطقة» استنادا إلى الكتاب، والذي وضع آنذاك على دليل الكتب المحرمة، والذي لم تتم إزالته حتى عام 1835 (بعد أن سمح بطبع النظريات التي ناقشها في عام 1822). في إجراء لم يعلن عنه في ذلك الوقت، حيث تم منع نشر أي شيء آخر كتب غاليليو أو قد يكتب.